# Sprawa Grievance Studies

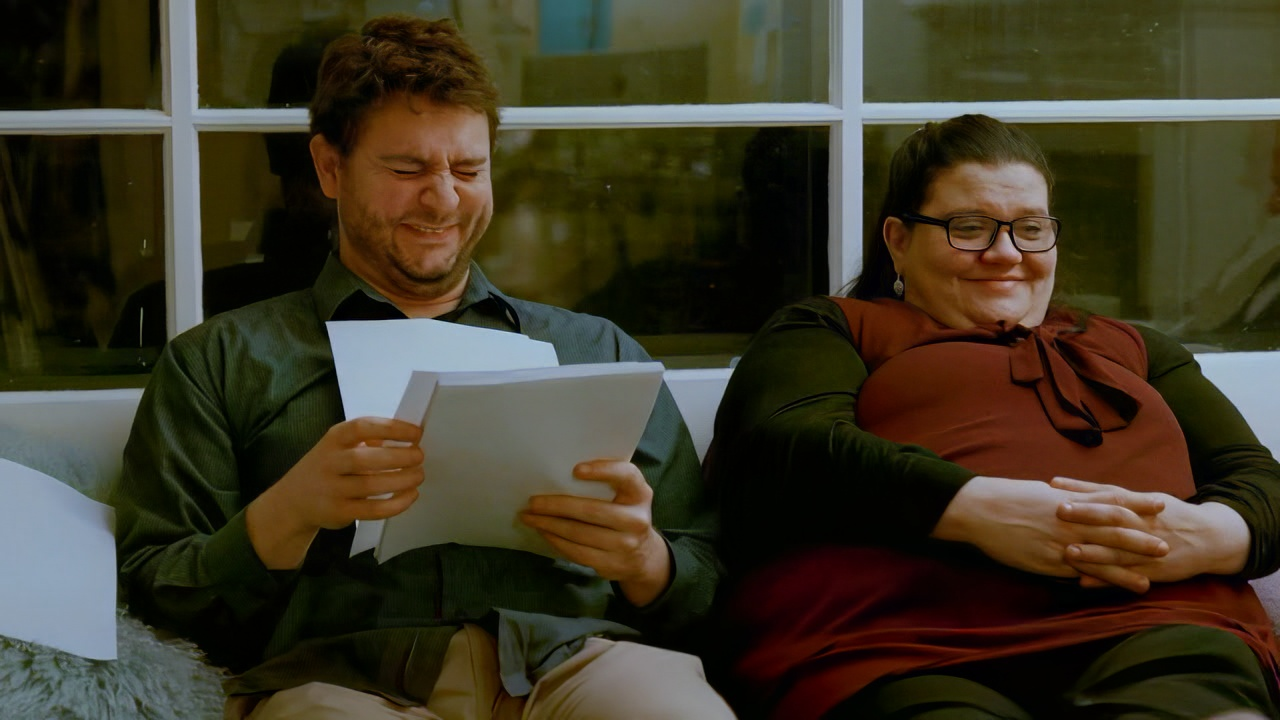
Dwójka z autorów mistyfikacji, J.A. Lindsay i H. Pluckrose

Sprawa Grievance Studies – mistyfikacja z 2017–2018 wymierzona w proces recenzji naukowej czasopism nauk humanistycznych. Trójka autorów projektu (J.A. Lindsay, P. Boghossian i H. Pluckrose) zgłaszała w tym okresie sfabrykowane przez siebie artykuły do czasopism naukowych z takich obszarów jak kulturoznawstwo, queer czy gender studies, starając się o doprowadzenie do ich publikacji. Deklarowaną intencją autorów było zademonstrowanie słabości procesu naukowego w dziedzinach, które określili zbiorczym mianem grievance studies (ang. nauki o pretensjach).
Mistyfikacja została przerwana i ujawniona pod koniec 2018, kiedy fikcyjna tożsamość autorki jednej z publikacji przyciągnęła publiczną uwagę i zaczęła być badana przez dziennikarzy. Do tego czasu, spośród 21 spreparowanych tekstów – po 48 próbach zgłoszeń i większej liczbie korekt – cztery zostały opublikowane, trzy były przyjęte do publikacji, siedem pozostawało w procesie recenzji i oceny, a siedem spotkało się z tyloma odrzuceniami, że autorzy zaniechali ich zgłaszania.
O sprawie napisały światowe media i publicystyka, w tym polska „Polityka” czy „Focus”. Do prowokacji odnieśli się także metodologowie i naukowcy, przedstawiając zarówno pozytywne, jak i negatywne oceny jej znaczenia. Y. Mounk określił ją w nawiązaniu do Sprawy Sokala, mistyfikacji z 1996 r., „Sokalem do kwadratu” (ang. Sokal Squared).

## Przebieg sprawy
Dwójka z autorów prowokacji, J.A. Lindsay i P. Boghossian, ujawniła 19 maja 2017 mistyfikację o zbliżonym charakterze, która polegała na opublikowaniu sfabrykowanego tekstu „The conceptual penis as a social construct” w czasopiśmie „Cogent Social Sciences”. Początkowo przedstawiali to osiągnięcie jako dyskredytujące gender studies, jednak pod wpływem krytycznych uwag – zwracających uwagę m.in. na drapieżnie komercyjny charakter czasopisma, oraz jego otwarty profil tematyczny – przyznali że „rezultaty prowokacji były bardzo ograniczone, a wiele skierowanej wobec niej krytyki – zasadne”.
Nowa prowokacja, Grievance Studies, miała według autorów rozpocząć się 16 sierpnia 2017 (H. Pluckrose dołączyła do projektu we wrześniu), z wykorzystaniem skorygowanej metodologii. Tym razem celem było wiele czasopism „notowanych wyżej” w akademickich rankingach; teksty mogły być poprawiane i zgłaszane do kolejnych periodyków w zstępującej kolejności rankingowej. Autorstwo prac było kompletnie fikcyjne, jak np. „Helen Wilson” z nieistniejącego instytutu „Portland Ungendering Research Initiative”, lub zapożyczało tożsamość realnych osób które się na to zgodziły, jak dr historii Richard Baldwin z Gulf Coast State College.
W ciągu następnych miesięcy autorzy przygotowali 21 projektów artykułów (podawana także niższa liczba 20 wynika z podobieństwa dwóch tekstów), i zgłaszali je do czasopism naukowych z obszarów socjologii, kulturoznawstwa, i nauk krytycznych. Treść tekstów celowo uwzględniała żargon, nawiązania i tezy, które realni autorzy uznali za postmodernistyczne, absurdalne, i niestosowne dla nauki – na przykład postulat o zależności pomiędzy homofobią a postawą wobec homoseksualnych zbliżeń zwierząt domowych, lub parafrazę fragmentu Mein Kampf o solidarności społecznej. Prace były zgłaszane 48 razy do różnych tytułów. Zgłoszenia odrzuciły m.in. wszystkie czasopisma socjologiczne. Status pierwszej udanej publikacji uzyskał po pięciu miesiącach tekst „Human Reactions to Rape Culture and Queer Performativity at the Dog Park” dotyczący wpływu homofobii na percepcję zwierząt domowych. Rozważanie tej tezy opierało się na sfałszowanym badaniu empirycznym w dużej skali, które wymagałoby setek godzin pracy obserwacyjnej pod gołym niebem; publikacja została wyróżniona przez redakcję czasopisma „Gender, Place, and Culture”. W sumie do zakończenia projektu do publikacji przyjęto 7 artykułów.
Według oryginalnego planu projekt miał trwać do 31 stycznia 2019, jednak zakończono go przedterminowo. 7 czerwca 2018 konto New Real Peer Review na Twitterze zwróciło uwagę na tekst „Dog Park”, co wzbudziło zainteresowanie reporterów The College Fix, Reason, i innych mediów, którzy zaczęli próby weryfikacji tożsamości fikcyjnej autorki. 6 sierpnia redakcja „Gender, Place, and Culture” opublikowała komunikat wyrażający zaniepokojenie, że „Helen Wilson” mogła naruszyć warunki publikacji, i nie udziela odpowiedzi na prośby o udokumentowanie tożsamości. Według autorów prowokacji, w tym czasie usiłowali się z nimi skontaktować m.in. dziennikarze „The Wall Street Journal”, przez co uznali, że projekt należy już przerwać; prywatnie ujawnili mistyfikację dziennikarzom w sierpniu. „The Wall Street Journal” opublikował tekst na ten temat 2 października w dziale opinii, a autorzy projektu ogłosili własny esej opisujący ich perspektywę, oraz upublicznili archiwum z wybranymi prywatnymi materiałami, takimi jak korespondencja z recenzentami. Wszystkie pochodzące z prowokacji teksty przyjęte do publikacji zostały w niedługim czasie wycofane przez redakcje.

## Reakcje i następstwa
Projekt przyciągnął zarówno głosy poparcia, jak i krytyki w środowiskach naukowych. Przykładowo, politolog Y. Mounk stwierdził, że Boghossian i współpracownicy wskazali na realne, niepokojące problemy metodologiczne i etyczne w wybranych naukach humanistycznych. Fakt że czasopismo „Hypatia” opublikowało sfabrykowany tekst argumentujący na rzecz etyczności prowokacji w ekonomii ilustruje według niego hipokryzję obecną w tej dziedzinie. Zajmujący się kryzysem replikacji biolog C.T. Bergstrom uznał z kolei, że prowokacja jest nieudana, i nie poddaje się obronie jako niewyszukane oszustwo akademickie. W jego ocenie, autorzy nie dowiedli tego co zamierzali, i wykazali jedynie niezrozumienie tego, czemu jest w stanie służyć recenzja naukowa, i jak działa nauka.
Reporter Slate, D. Engber, wyraził przekonanie, że staranna mistyfikacja wymierzona w każdą inną naukę przyniosłaby podobne rezultaty, a „ekscentryczne” badania również są wartościowe – odwołując się m.in. do skandalu Schöna w fizyce czy badań nagrodzonych Ig Noblem. Zwrócił uwagę, że prace które faktycznie przyjęto do publikacji były w większości raczej nudne niż niestosowne; najbardziej kontrowersyjne tezy i prowokacyjne zabiegi zostały złagodzone lub odrzucone w procesie recenzji. Pozostała część hipotez obroniła się według niego dzięki sfingowanemu oparciu na monumentalnych danych empirycznych. Fizyk Sean M. Carroll napisał, że w projekcie uderzyła go fundamentalna złośliwość i brak dobrej woli. Autorzy prowokacji zadeklarowali w odpowiedzi na takie zarzuty, że kierowali się konstruktywnymi motywacjami troski o jakość nauki, i że podzielają wartości szeroko pojętej sprawiedliwości społecznej. A. Garry, redaktorka „Hypatii”, jednego z oszukanych czasopism, wyraziła rozczarowanie zmarnowaniem wielu godzin pracy recenzentów. Psycholog ewolucyjny P. Smaldino skomentował na Twitterze porównania prowokacji do sprawy Sokala pisząc, że tekst opublikowany przez Sokala był kompletnie nonsensowny, tymczasem artykuły zespołu Boghossiana nie były bezwartościowe i podejmowały zasadne w naukach humanistycznych tematy; podobne zdanie wyraził psycholog J. Heathers.
Autorzy opisali swoją mistyfikację jako badanie jakościowe o charakterze autoentografii – nie jako eksperyment naukowy. Określanie prowokacji mianem „eksperymentu” wywołało sprzeciw metodologów i innych komentatorów, m.in. ze względu na to, że projekt nie opierał się na modelu badanego problemu, czy też nie uwzględniał niczego, co pełniłoby funkcję grupy kontrolnej.

### Dochodzenie Portland State University
Uniwersytet Portland State zatrudniający P. Boghossiana wszczął w styczniu 2019 – w ocenie większości ekspertów konsultowanych przez New York Magazine, rutynowe – dochodzenie w sprawie braku uzyskania przez niego wymaganej aprobaty komisji bioetycznej na dokonanie badania z uczestnictwem ludzi oraz sfałszowania danych w publikacjach naukowych. W obronie autora przed sankcjami z tego powodu stanęli m.in. S. Pinker, R. Dawkins, czy A. Sokal.